# Perbaungan (plaats)
Perbaungan is een bestuurslaag in het regentschap Labuhan Batu van de provincie Noord-Sumatra, Indonesië. Perbaungan telt 6285 inwoners (volkstelling 2010).